# Aku no musume
Aku no musume (яп. 悪ノ娘 аку но мусумэ, «Дочь зла») — песня на основе программного обеспечения VOCALOID, написанная японским музыкантом и мангакой mothy (Akuno-P) и выпущенная 4 апреля 2008 года на Piapro и 6 апреля 2008 года на Nico Nico Douga. Приобрела популярность благодаря песне-продолжению «Aku no meshitsukai» (яп. 悪ノ召使, «Слуга зла»), что дало толчок к созданию сначала одноимённой серии песен, называемой ранее «Story of Evil», а русскоязычными фанатами «Сагой зла», реже — «Королевством зла», позже ставшей частью более обширной серии «Evillious Chronicles», на основе которых её автором были созданы серия ранобэ и манг.
Одна из самых популярных песен Akuno-P вместе со «Слугой зла» и «Regret message» (яп. リグレットメッセージ), они так же одни из самых популярных песен, исполняемых Рин и Леном Кагаминэ. На момент 1 апреля 2022 года на официальном NicoNico-канале композитора «Aku no musume», «Aku no meshitsukai» и «Regret message» набрали более 3,2 миллиона, 4,6 миллионов и 1,4 миллиона просмотров соответственно. Самые просматриваемые перезаливы или каверы этих песен на YouTube набрали 6,5 миллионов, 10 миллионов и 5,1 миллион просмотров соответственно.
11 ноября 2022 года mothy выпустил альбом «HISTORY OF 悪ノ娘» (с яп. — «История о дочери зла»), где собраны все песни серии.

## Сюжет
Местом действия серии песен является запад вымышленного континента Болганио, называемый Эвиллиосом (яп. エヴィリオス эвириосу), непосредственно самой песни «Дочь зла» — Королевство Люцифения (яп. ルシフェニア русифениа), где на рубеже V—VI вв. по местному календарю правит одержимая гордыней четырнадцатилетняя принцесса Рилиан Люцифен д’Отриш (яп. リリアンヌ＝ルシフェン＝ドートゥリシュ ририанну русифэн до: отурису), одержимость которой приводит к вызванному ревностью геноциду в Королевстве Эльфегорт (яп. エルフェゴート эруфэгоуто) и доводит народ до революции и свержению принцессы. Песня-продолжение «Слуга зла» идёт лица от её слуги Аллена Авадонии (яп. アレン＝アヴァドニア арэн авадониа), похожего на свою госпожу, повествующего о своей жизни, а «Стих раскаяния» — от лица уже свергнутой принцессы и повествует о её судьбе.

## Песни в хронологическом порядке
| Название                                                                    | Официальное английское название                | Исполнитель                            | Дата выхода                     |
| --------------------------------------------------------------------------- | ---------------------------------------------- | -------------------------------------- | ------------------------------- |
| 彼の王は泥より生まれた кано о: ва доро ёри умарэта                          | King of Lucifenia                              | Kagamine Len                           | 21 сентября 2016                |
| 逆さ墓標のネオマリア сакаса бохё: но нэомариа                               | Prototype N                                    | MAYU                                   | 14 августа 2016                 |
| 英雄の鎧は常に紅く еию: но ёрои ва цунэни акаку                             | The Daughter of Red                            | MEIKO                                  | 7 августа 2016                  |
| あの橋に誓って ано хаси ни тикаттэ                                          | Clockwork Lullaby 9                            | Megurine Luka                          | 14 августа 2016                 |
| トワイライトプランク Twiright Prank                                         | Day and night                                  | Kagamine Len/Rin                       | 27 января 2010                  |
| 悪ノ娘 аку но мусумэ                                                        | The princess of Lucifer                        | Kagamine Rin                           | 6 апреля 2008                   |
| 悪ノ召使 аку но мэсицукаи                                                   | His significance of existence                  | Kagamine Len, Kagamine Rin (бэк-вокал) | 14 апреля 2008                  |
| 樹の乙女～千年のヴィーゲンリート ～ицуки но отомэ ~сэннэн но ви: гэнри: то~ | Spirit of ELD                                  | Hatsune Miku, Yowane Haku (бэк-вокал)  | 13 августа 2011                 |
| リグレットメッセージ regret message                                         | Fallen angel                                   | Kagamine Rin                           | 25 мая 2008                     |
| 白ノ娘 сиро но мусумэ                                                       | Bystander                                      | Yowane Haku                            | 6 января 2010                   |
| またたき мататаки                                                           |                                                | Kagamine Rin                           | 7 августа 2014                  |
| 針音ノ時計塔 синон но токэито:                                              | KAITO, Kaai Yuki, Kagamine Rin/Len (бэк-вокал) | 23 марта 2012                          |                                 |
| 待ち続けた手紙 мати цудзукэта тегами                                        | Lost Last                                      | Kagamine Len                           | 28 декабря 2011 12 августа 2019 |

## Ранобэ
| Название                                                                        | Английский перевод                                 | Дата выхода     | ISBN                   |
| ------------------------------------------------------------------------------- | -------------------------------------------------- | --------------- | ---------------------- |
| 悪ノ娘 黄のクロアテュール Аку но мусумэ Ки но куроатю: ру                       | The Daughter of Evil: Clôture of Yellow            | 10 августа 2010 | ISBN 978-4-569-79103-6 |
| 悪ノ娘 緑のヴィーゲンリート Аку но мусумэ Мидори но ви: гэнри: то               | The Daughter of Evil: Wiegenlied of Green          | 25 февраля 2011 | ISBN 978-4-569-79457-0 |
| 悪ノ娘 赤のプラエルディウム Аку но мусумэ Ака но пураэрудиуму                   | The Daughter of Evil: Praeludium of Red            | 23 декабря 2011 | ISBN 978-4-569-80137-7 |
| 悪ノ娘 青のプレファッチオ Аку но мусумэ Ао но пурэфаттио                        | The Daughter of Evil: Praefacio of Blue            | 23 марта 2012   | ISBN 978-4-569-80307-4 |
| 悪ノ間奏曲「悪ノ娘」ワールドガイ Аку но кансо: кёку Аку но мусумэ ва: рудогаидо | Entr’acte of Evil: The Daughter of Evil Worldguide | 30 августа 2011 | ISBN 978-4-569-79891-2 |
| 悪ノ叙事詩「悪ノ娘」ファンブック Аку но дзёдзиси Аку но мусумэ фанбукку         | Epic of Evil: The Daughter of Evil Fanbook         | 26 августа 2012 | ISBN 978-4-569-80724-9 |
| 悪ノ娘手帳 2013 Аку но мусумэ тетё: 2013                                        | The Daughter of Evil Schedule Book 2013            | 16 декабря 2012 | ISBN 978-4-569-80979-3 |

## Манга
С 15 февраля 2014 года выпускается манга-адаптация одноимённой серии ранобэ с иллюстрациями Ichika. На момент 1 января 2023 года насчитывается 4 акта манги.

## Неканонические и фанатские произведения
25 сентября 2010 года mothy выпустил мангу «Слуга зла» c иллюстрациями Некоямы Миямы, а 24 февраля — две самопародийные манги из «Comedy of Evil Project» (яп. 悪ノ喜劇化ぷろじぇくと): «Aku musu» (яп. あくむす) (иллюстратор: Ken) и «Aku no Meshitsukai ~Opera Buffa!~» (яп. 悪ノ召使 ~おぺらぶっふぁ!~) (иллюстратор: Мэганэ Иму).
Кроме авторского творчества, так же есть фанатские песни под музыку из «Дочери зла» и «Слуги зла» про других персонажей серии. В сети есть бесчисленное количество каверов на разных языках, фанатских клипов и аранжировок на песни из этой серии. Самые известные аранжировки сделал Jounetsu-P (tetoteto), 28 апреля 2012 года выпустив с ними альбом «Aku no Musume / Aku no Meshitsukai Arenji Arubamu — Hiiro no Sayokyoku -» (яп. 悪ノ娘 / 悪ノ召使アレンジアルバム -緋色の小夜曲-), а в октябре того же года на NicoNico-канале японского певца GERO выпущены три клипа на каверы с использованием аранжировок «Дочери зла», «Слуги зла» и «regret message» из этого альбома.

## Факты
- Песня была вдохновлена событиями Великой Французской Революции, а прототипом Риллиан была Мария-Антуанетта[5]. Фамилия «д’Отриш» происходит от французского названия Австрии — «Autriche».
- В качестве вдохновения mothy использовал аниме «Higurashi no naku koro ni»[6] и «Yatterman», а также роман Сидни Шелдона «Интриганка»[7].